# استاسزو
استاسزو (به لاتین: Staszów) یک منطقهٔ مسکونی در لهستان است که در گمینا ستاشوو واقع شده‌است. استاسزو ۲۶٫۸۸ کیلومتر مربع مساحت و ۱۵٬۵۱۷ نفر جمعیت دارد و ۱۹۹ متر بالاتر از سطح دریا واقع شده‌است.